# Joseph Kessel

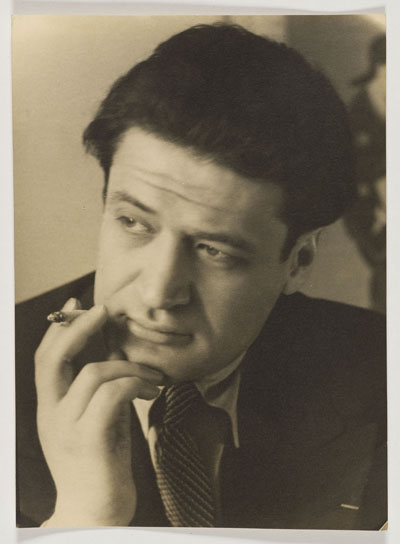
Joseph Kessel gefotografeerd door Pierre Choumoff

Joseph Kessel (Clara, 10 februari 1898 – Avernes,  23 juli 1979) was een Frans journalist, schrijver en avonturier van Russisch-joodse afkomst.

## Biografie
Kessel werd geboren in Argentinië. Zijn ouders ontvluchtten de pogroms in Litouwen en vestigden zich, na enkele omzwervingen, in 1908 definitief in Frankrijk. 
Tijdens de Eerste Wereldoorlog behaalde Kessel zijn diploma in de letteren en ging vervolgens in militaire dienst als vliegenier.  Hij werd hiervoor beloond met het Croix de Guerre en de Médaille militaire, en verkreeg de Franse nationaliteit. In die tijd kreeg hij de smaak voor avontuur te pakken.
Veertig jaar lang, vanaf de vroege jaren twintig, schreef hij voor kranten en tijdschriften als Journal des débats, Le Figaro, Mercure de France en Paris-Soir waarvoor hij, net als onder meer Antoine de Saint-Exupéry en Blaise Cendrars, een van de sterreporters werd. Hij deed verslag van de Spaanse Burgeroorlog en de daaropvolgende schemeroorlog. Hij maakte nog veel andere reportages in avontuurlijke omstandigheden zoals de Ierse Onafhankelijkheidsoorlog, de underground van Berlijn, de eerste luchtpostlijnen over de Sahara en de  slavenschepen in de Rode Zee. 
Na de Franse nederlaag in 1940 sloot hij zich aan bij de résistance. Met zijn neef Maurice Druon trok hij via de Pyreneeën naar Portugal, waarna hij zich in het Verenigd Koninkrijk aansloot bij de Vrije Franse Strijdkrachten. In Londen schreven zij de tekst van Le Chant des partisans, de hymne van de Vrije Fransen.
Na de oorlog bracht Kessel voor de krant France-Soir verslag uit van het proces van maarschalk Pétain (1945) en van het Proces van Neurenberg (1945-1946). Hij stond op de eerste rij bij de oprichting van de staat Israël. Hij reisde onder meer naar Afrika, Birma en Afghanistan. In 1961 versloeg hij het proces-Eichmann voor France-Soir. In 1962 werd hij verkozen tot lid van de Académie française.
Hij verwerkte zijn ervaringen heel dikwijls tot fictie. Op het einde van de Eerste Wereldoorlog was hij op missie in Siberië. Hij hield er zijn eerste boek aan over : La Steppe rouge (1921) is gesitueerd in bolsjewistisch Rusland. Zijn literaire doorbraak had hij te danken aan L' Équipage (1923), een roman die gebaseerd is op zijn tijd als vliegenier tijdens de Eerste Wereldoorlog. In Mary de Cork (1925) transformeerde hij voor het eerst zijn krantenberichtgeving (over de Ierse Onafhankelijkheidsoorlog) tot een roman. Met de in 1926 gepubliceerde roman Les captifs ontving hij een jaar later de Grand Prix du roman de l'Académie française. In 1928 veroorzaakte hij met Belle de Jour een heus schandaal. Al in 1936 bracht hij de Duitse concentratiekampen ter sprake in La Passante du Sans-Souci via het verhaal van een  vrouw wier man opgesloten zit in een kamp. L'Armée des ombres (1943) was zijn eerbetoon aan het Franse verzet. Zijn reizen in Afrika en in Afghanistan leverden de stof voor succesvolle romans als Le Lion (1958) en Les Cavaliers (1967).
Kessel stierf in 1979 op 81-jarige leeftijd als gevolg van een aneurysma. Hij werd begraven op de Montparnasse-begraafplaats.

## Films naar werk van Kessel

### Bioscoopfilms
- 1928 : L'Équipage van Maurice Tourneur
- 1935 : L'Équipage van Anatole Litvak (met Charles Vanel en Annabella)
- 1937 : The Woman I Love van Anatole Litvak (met Paul Muni en Miriam Hopkins) (Amerikaanse remake van zijn film L'équipage uit 1935)
- 1947 : Le Bataillon du ciel van Alexandre Esway (met Pierre Blanchar en René Lefèvre)
- 1951 : Sirocco van Curtis Bernhardt (met Humphrey Bogart) naar de roman Le Coup de grâce
- 1955 : Les Amants du Tage van Henri Verneuil (met Françoise Arnoul en Daniel Gélin)
- 1955 : Fortune carrée van Bernard Borderie (met Paul Meurisse en Folco Lulli)
- 1962 : The Lion van Jack Cardiff (met William Holden, Trevor Howard en Capucine) naar de roman Le Lion
- 1967 : Belle de Jour van Luis Buñuel (met Catherine Deneuve, Michel Piccoli en Pierre Clémenti)
- 1969 : L'Armée des ombres van Jean-Pierre Melville (met Simone Signoret, Paul Meurisse en Lino Ventura)
- 1971 : The Horsemen van John Frankenheimer (met Omar Sharif et Jack Palance) naar de roman Les Cavaliers
- 1982 : La Passante du Sans-Souci van Jacques Rouffio (met Romy Schneider en Michel Piccoli)

### Televisiefilms
- 1978 : L'Équipage van André Michel (met Bernard Giraudeau)
- 1989 : Mary de Cork van Robin Davis (met Bernard-Pierre Donnadieu en Tanya Lopert)
- 1994 : La Règle de l'homme van Jean-Daniel Verhaeghe (met Virginie Ledoyen en Bernard Fresson)
- 2003 : Le Lion van José Pinheiro (met Alain Delon en Anouchka Delon)